# Martí Pous i Serra
Martí Pous i Serra (Barcelona, 1910-25 de gener de 1997) fou un historiador català de Sant Andreu de Palomar. Estudià a l'Ateneu Obrer de Sant Andreu de Palomar i a l'Acadèmia Víctor. De ben jove fou un entusiasta de l'excursionisme. Treballà a la Fabra i Coats, d'on anys després es jubilaria. Milità als anys de la Segona República Espanyola d'Acció Catalana. Es casà amb Rosa Llambí i Clapés, una de les nebodes de Mossèn Joan Clapés i Corbera, autor de les Fulles Històriques de Sant Andreu de Palomar.
Durant la postguerra col·laborà a Els Lluïsos de Sant Pacià, entitat de signe conservador i catòlic. Anys després també fou col·laborador d'Acció Social i de la Junta del Patronat de la Casa Asil de Sant Andreu de Palomar. El 1983 es convertí en un dels fundadors de l'Arxiu Històric de Sant Andreu, esdevenint el 1987 en Centre d'Estudis Ignasi Iglésias, del que en fou president fins a la seva mort. Poc després li concediren la Medalla d'Honor de Barcelona.